# مارگار داوتیان
مارگار دانیلی داوتیان (ارمنی: Մարգար Դանիելի Դավթյան؛ زادهٔ ۲۱ نوامبر ۱۹۱۰ - درگذشته ۴ نوامبر ۱۹۶۴)، مترجم و رمان‌نویس اهل ارمنستان بود.

## زندگی‌نامه
وی در ۲۱ نوامبر ۱۹۱۰ در روستای شورود، نخجوان به دنیا آمد و از مؤسسه علوم تربیتی ایروان و دانشگاه دولتی باکو فارغ‌التحصیل شد.  وی از سال ۱۹۳۹ تا زمان فوتش، رئیس بخش ارمنی اتحادیه نویسندگان آذربایجان شوروی بود. داوتیان عضو اتحادیه نویسندگان شوروی نیز بود. وی در ۴ نوامبر ۱۹۷۴ در سن ۶۴ سالگی در باکو درگذشت.